# Alepia longinoi

Alepia longinoi  (лат.) — вид мирмекофильных двукрылых насекомых из семейства бабочницы (Psychodidae). Центральная Америка: Коста-Рика.

## Описание
Мелкие мирмекофильные бабочницы. Их личинки обнаружены в гнезде древесных муравьёв-долиходерин Azteca (Dolichoderinae). Вид был впервые описан в 2004 году и стал третьим (после Lutzomyia texana и Nemapalpus mopani) видом бабочниц, для которого зафиксирована ассоциация с муравьями.